# スーパーノヴァ (ゴンサロ・ルバルカバ・トリオのアルバム)
『スーパーノヴァ』（Supernova）は、キューバのジャズ・ピアニスト、ゴンサロ・ルバルカバ率いる「ゴンサロ・ルバルカバ・トリオ」が2001年に発表したスタジオ・アルバム。

## 背景
新加入のベーシスト、カルロス・エンリケスを迎えて録音された。また、一部の曲にはベネズエラ人パーカッショニストのルイス・キンテーロとロバート・キンテーロが参加している。
「エル・カデテ・コンスティトゥシオナル」はルバルカバの祖父が作った曲で、「ザ・ハード・ワン」は、前作『憧憬』（1999年）でマイケル・ブレッカーをゲストに迎えて録音した曲の、トリオ編成による再演である。

## 評価
第44回グラミー賞では、本作が最優秀ラテン・ジャズ・アルバム賞にノミネートされ、収録曲「オレン」は最優秀インストゥルメンタル作曲賞にノミネートされた。また、ラテン・グラミー賞では本作が最優秀ラテン・ジャズ・アルバム賞を受賞し、ルバルカバもサイドマンとして参加したチャーリー・ヘイデンのアルバム『ノクターン』と、受賞を争う形となった。
ブレット・ラヴはオールミュージックにおいて5点満点中4.5点を付け「彼が以前に残した録音よりもずっとキューバの伝統に忠実で、クールかつ口当たりの良い曲から熱く燃える曲まで、あらゆる色合いの曲が収録されている」と評している。

## 収録曲
特記なき楽曲はゴンサロ・ルバルカバ作。
1. スーパーノヴァ1 - "Supernova 1" - 6:27
2. エル・カデテ・コンスティトゥシオナル - "El Cadete Constitucional" (Jacobo Rubalcaba) - 7:12
3. 私の魂 - "Alma Mía" (María Grever) - 6:02
4. ラ・ボス・デル・セントロ - "La Voz del Centro" - 6:43
5. 南京豆売り - "El Manicero" (Moisés Simons) - 8:30
6. スーパーノヴァ2 - "Supernova 2" - 6:11
7. オトラ・ミラダ - "Otra Mirada" - 5:43
8. ザ・ハード・ワン - "The Hard One" - 7:05
9. オレン - "Oren" - 4:44

## 参加ミュージシャン
- ゴンサロ・ルバルカバ - ピアノ、キーボード、パーカッション
- カルロス・エンリケス - アップライト・ベース
- イグナシオ・ベロア（英語版） - ドラムス、レインメーカー

アディショナル・ミュージシャン
- ルイス・キンテーロ - ティンバレス、ギロ(on #2, #5)
- ロバート・キンテーロ - コンガ(on #2, #5)
- ジム・アンダーソン - レインメーカー(on #9)